# Аль-Хакам I

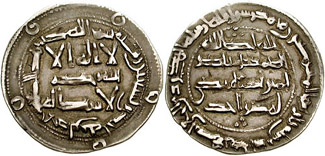
Изготовленный в 807 году дирхам аль-Хакама I

аль-Хакам I (аль-Музаффар Абу-л-Ас Хакам ибн Хишам, араб. الحكم بن هشام‎, умер в 822) — эмир Кордовы (796—822), сын Хишама I, представитель династии Омейядов.

## Биография
Аль-Хакам I стал эмиром Кордовы после смерти Хишама I. Он был верующим мусульманином, но не соблюдал некоторых исламских обычаев (пил вино и проводил досуг в охотничьих забавах). Участие группировки факихов в делах управления государством при нём было существенно ограниченно. В ответ на это религиозные фанатики принялись возбуждать против эмира население и устраивать заговоры и мятежи. Неуважение к эмиру дошло до того, что когда аль-Хакам проезжал по улицам Кордовы, в него бросали камни.
Центром оппозиции сделалась старая столица государства вестготов — Толедо. Эмир начал против своих врагов репрессии. В 797 году всю толедскую знать (в основном это были испанцы, принявшие ислам) хитростью, под предлогом воздаяния почестей наследнику, заманили в замок и там всех, одного за другим обезглавили. Тела казнённых были брошены в ров. В 814 году факихи снова подняли мятеж, осадив аль-Хакама в его собственном дворце. Бой был довольно упорный. Некоторое время исход его казался сомнительным, но постепенно войска эмира взяли верх. После подавления мятежа три сотни зачинщиков были казнены. Остальных участников восстания аль-Хакам простил, но изгнал из Испании. В результате страну покинули две большие группировки кордовцев: 15 тысяч семейств переселилось в Египет и до 8 тысяч ушло в Фес (в Марокко).
Переселившиеся в Египет испанские арабы через три года захватили Александрию и объявили независимость от абассидского халифа. Однако в 825 году багдадский халиф послал в Египет войска и снова принудил его к покорности. После этого испанские арабы решили переселиться на Крит. Под начальством избранного ими вождя Абу-Хафса и с согласия халифа они пристали к Криту в бухте Суда и, не встречая почти никакого сопротивления начали занимать критские города и производить набеги и опустошения в незащищенных местах. Когда все укреплённые места перешли под контроль арабов, жители двадцати девяти городов было обращены в рабство, и началась насильственная исламизация местного населения. Только в одном городе христианам было разрешено отправлять свои религиозные обряды. Со стороны Византийской империи был предпринят ряд мер к возвращению острова, но они оказались безуспешными. Арабы господствовали на Крите, вплоть до 961 года, когда у Византийской империи нашлись силы для возвращения острова.